# Ilse Hansen
Ilse Hansen (* 26. April 1941 in Göttingen) ist eine deutsche Politikerin der CDU. Von 1994 bis 2008 war sie Mitglied des Niedersächsischen Landtages. Sie ist verheiratet und hat vier Kinder.

## Ausbildung und Ehrenamt
Sie besuchte die Volksschule in Bremke (Landkreis Göttingen) und absolvierte danach eine Ausbildung in Hauswirtschaft. 1972 machte sie ihre Meisterprüfung. Danach war sie 16 Jahre Schöffin am Land- und Amtsgericht in Göttingen.

## Politik
1975 trat sie der CDU bei. Sie ist Ehrenvorsitzende des CDU-Gemeindeverbandes Rosdorf, dessen Vorsitzende sie seit 1994 viele Jahre lang vor. Von 1994 bis 2008 war sie zudem Mitglied des Niedersächsischen Landtages, wo sie im Ausschuss für den ländlichen Raum, Ernährung, Landwirtschaft und Verbraucherschutz tätig war. Außerdem war sie Sprecherin für Verbraucher- und Tierschutz.
| Personendaten    | Personendaten                   |
| ---------------- | ------------------------------- |
| NAME             | Hansen, Ilse                    |
| KURZBESCHREIBUNG | deutsche Politikerin (CDU), MdL |
| GEBURTSDATUM     | 26. April 1941                  |
| GEBURTSORT       | Göttingen                       |